# Jagdstaffel 69
La Jagdstaffel 69 (in tedesco: Königlich Preußische Jagdstaffel Nr 69, abbreviato in Jasta 69) era una squadriglia (staffel) da caccia della componente aerea del Deutsches Heer, l'esercito dell'Impero tedesco, durante la prima guerra mondiale (1914-1918).

## Storia
La Jagdstaffel 69 venne formata il 1º febbraio 1918 presso il Fliegerersatz-Abteilung di Posen. Nove giorni dopo la nuova squadriglia diventa operativa e il 21 febbraio viene posta a supporto della 18ª Armata. La prima vittoria aerea dell'unità arriva il 23 marzo 1918. Il 7 luglio 1918 la squadriglia venne trasferita a supporto della 1ª Armata e il 20 agosto 1918 inviata a sostegno della Armee-Abteilung B.
Alex Thomas fu l'ultimo Staffelführer (comandante) della Jagdstaffel 69 dal settembre 1918 fino alla fine della guerra.
Alla fine della prima guerra mondiale alla Jagdstaffel 69 vennero accreditate 15 vittorie aeree. Di contro, la Jasta 69 perse un pilota, 3 morirono in incidenti aerei oltre a un pilota feriti in azione e 3 presi come prigionieri.

## Lista dei comandanti della Jagdstaffel 69
Di seguito vengono riportati i nomi dei piloti che si succedettero al comando della Jagdstaffel 69.
| Grado | Nome               | Periodo                             |
| ----- | ------------------ | ----------------------------------- |
|       | Wilhelm Schwartz   | 1 febbraio 1918 – 1 maggio 1918     |
|       | Alex Thomas        | 1 maggio 1918 - 15 luglio 1918      |
|       | Robert Hildebrandt | 15 luglio 1918 – 24 agosto 1918     |
|       | Alex Thomas        | 6 settembre 1918 - 11 novembre 1918 |

## Lista delle basi utilizzate dalla Jagdstaffel 69
- Guise, Francia: ca 21 febbraio 1918
- Origny-Sainte-Benoite, Francia: 8 marzo 1918
- Villeselve, Francia
- Ercheu, Francia: 7 aprile 1918
- Balâtre, Francia: 19 maggio 1918
- Alincourt, Francia: 7 luglio 1918
- Habsheim, Francia: 20 agosto 1918
- Sierenz: 26 agosto 1918
- Habsheim: 18 settembre 1918